# 朝日大学病院
朝日大学病院（あさひだいがくびょういん）は、岐阜県岐阜市にある学校法人朝日大学の附属病院。1943年に開設された村上外科病院を前身とする病院である。

## 概要
診療科26科、病床数400床（一般400床）を有する病院である。日本医療機能評価機構認定病院。臨床研修指定病院。救急指定病院として岐阜県知事により告示されている。
岐阜駅から徒歩10分以内という場所に立地しており、岐阜市中心部の地域医療を担う基幹病院の一つとなっている。本院は村上治朗により岐阜市若宮町に社団医療法人村上外科病院として設立され、地域医療及び医学・歯学教育への貢献のために学校法人である岐阜歯科大学に寄付された。前身の名前にある通り外科を中心とした病院であったが、大学病院への移行に伴い内科も設置され、岐阜市橋本町への移転や大学の名称変更に伴う改称を経て現在に至っている。
診療面に関しては整形外科と脳神経外科に強みを持つ。整形外科に関しては初代教授であった井上四郎医師（京都府立医科大学出身）が現在一般的な骨折治療で用いられている方法の一つであるレジン創外固定法や大腿骨頚部骨折に対するつば付きCHS（Compression Hip Screw）を考案したほか、早くからリウマチの外科治療に取り組むなど高度な診療水準を達成している。リウマチ・人工関節のほか、スポーツ外傷、とくに前十字靱帯再建術、脊椎外科分野には県内外から多くの患者が集まる。
脳神経外科においては、脳神経外科設置病院が多い岐阜医療圏の中で専門的な診療を行なっている。歯科口腔外科においては歯科二次医療機関として難抜歯や口腔腫瘍などの症例を紹介患者を中心に診療している。
内科関連に関しては、消化器内科においての内視鏡検査では一般のもののほか色素内視鏡や拡大内視鏡も用いられており、がん治療などを中心に実績を挙げている。
救急医療にも対応しており、岐阜市病院群輪番制（二次救急）に参加し年間5,000人以上の救急患者を受け入れている。また脳卒中に関しては、本院には2004年より脳卒中センターが開設されており、脳卒中専門治療チームによる救急診療体制が整えられているほか、救急隊やかかりつけ医などから直接専門医に連絡が行なえる脳卒中ホットラインが開設されている。
設備面においてはMRIや16列マルチスライスCT、マンモグラフィなど多数の高度医療機器を備えている。施設面においては1994年に東館が増築され、人間ドックを行なっている総合健診センターや40床からなる血液浄化センターが設置されている。また本院は2002年に岐阜県下で最初に「マンモグラフィ検診施設」の認定を受けている。病棟内には術後管理や重篤な患者を扱うHCUが10床整備されているほか、40床からなる回復期リハビリテーション病棟を設置し急性期を脱した患者のケアを行なっている。2014年に西館が増築され、増床及び総合検診センターの移転、放射線癌治療設備リニアックの設置が行われた。
また地域医療の担い手として、地域医療連携室を設置するなど病診連携にも推進している。これに関連し、開放型病床を20床設け開放型病院としての機関指定も受けている。
2012年4月に岐阜県下初の病院内のコンビニ（ホスピタルローソン）がオープンした。
2024年6月時点で、岐阜県選挙管理委員会より、不在者投票のできる施設の一つとして指定されている。

## 沿革
- 1943年（昭和18年）- 前身となる村上外科病院が創立される。
- 1973年（昭和48年）- 村上外科病院が日本私学振興財団を経て岐阜歯科大学に寄附される。それに伴い、岐阜歯科大学附属村上記念病院として開院。
- 1984年（昭和59年）- 現在地に移転。
- 1985年（昭和60年）- 岐阜歯科大学が朝日大学に改称。それに伴い、朝日大学歯学部附属村上記念病院に改称。
- 1994年（平成6年）- 東館を新築。血液浄化センター、総合健診センターを開設。
- 1999年（平成11年）- 開放型病床が設置される。
- 2004年（平成16年）- 救急室、脳卒中センターが開設される。
- 2018年（平成30年）- 名称を朝日大学病院に変更。
- 2020年（令和2年）- 睡眠医療センターを設置。
- 2022年（令和4年）- 脊椎センターを開設。
- 2023年（令和5年）- 口腔管理・食支援センター開設。

## 組織概要
- 診療部
  - 診療各部
  - 救急部
- 頭頸部センター
- 消化器病センター
- 脳卒中センター
- 総合健診センター
- 血液浄化センター
- 中央診療施設
  - 手術室
  - 放射線室 ほか
- 薬局
- 看護部
  - 病棟部門
  - 外来部門 ほか
- 事務部
  - 医事各課
  - 管理課

## 診療科
- 総合内科
- 消化器内科
- 循環器内科
- 呼吸器科
- 糖尿病・甲状腺・内分泌科
- 外科・消化器外科
- 心臓血管外科
- 乳腺外科
- 泌尿器科
- 脳神経外科
- 整形外科
- 頭頸部外科
- リウマチ科
- 眼科
- 歯科・歯科口腔外科
- 麻酔科
- 放射線科
- リハビリテーション科

## 専門外来
- 禁煙外来（総合健診センター）
- ストーマ外来（外科）
- リウマチ・人工関節外来（整形外科）
- 脊椎外来（整形外科） ほか

## 交通アクセス

### 最寄りのバス停
- 岐阜バスおぶさ墨俣線・県病院線ほか 「朝日大学病院前」バス停下車、徒歩ですぐ。
- 岐阜市コミュニティバス加納めぐりバス 「朝日大学病院前」バス停下車、徒歩ですぐ。

### JR岐阜駅からのアクセス
- 岐阜駅「ACTIVE G」西側出口から徒歩で約7分程度。
- JR岐阜駅バスターミナル（岐阜駅北口）
  - 6番のりば：おぶさ墨俣線「(W65) 墨俣」行き、岐阜聖徳学園大線「(W67) 岐阜聖徳学園大学」行き、鏡島市橋線「(W15) 市橋」行き、尾崎団地線の一部（「(W18) 下川手」行き）、大洞団地線の一部（「(W32) 県民ふれあい会館」行き・「(W31) 県庁」行き）で約5分。
- 岐阜駅南口バス停（岐阜駅南口）
  - 岐阜市コミュニティバス加納めぐりバス 西回りで約3分、東回りで約20分。

### 名鉄岐阜駅からのアクセス
- 名鉄岐阜駅中央出口から徒歩で約15分程度。
- 名鉄岐阜のりば（名鉄岐阜駅前）
  - 1番のりば：おぶさ墨俣線「(W32) 墨俣」行き、岐阜聖徳学園大線「(W67) 岐阜聖徳学園大学」行き、鏡島市橋線「(W15) 市橋」行き、大洞団地線の一部（「(W32) 県民ふれあい会館」行き・「(W31) 県庁」行き）で約8分。
  - 2番のりば：尾崎団地線の一部（「(W18) 下川手」行き）で約8分。